# Jamnica (rejon wilejski)
Jamnica – dawna osada. Tereny, na których leżała, znajdują się obecnie na Białorusi, w obwodzie mińskim, w rejonie wilejskim, w sielsowiecie Dołhinów.

## Historia
W czasach zaborów w powiecie wilejskim, w guberni wileńskiej Imperium Rosyjskiego.
W latach 1921–1945 osada leżała w Polsce, w województwie wileńskim, w powiecie wilejskim, w gminie Dołhinów.
Powszechny Spis Ludności z 1921 roku nie podał danych dotyczących miejscowości. W 1931 osada łącznie z wsią Słone liczyła w 94 domy, zamieszkiwało tu 536 osób.
Wierni należeli do parafii rzymskokatolickiej w Dołhinowie. Miejscowość podlegała pod Sąd Grodzki w Dołhinowie i Okręgowy w Wilnie; właściwy urząd pocztowy mieścił się w Dołhinowie.